# 新御殿場インターチェンジ
新御殿場インターチェンジ（しんごてんばインターチェンジ）は、静岡県御殿場市にある新東名高速道路のインターチェンジ (IC) である。当ICと国道138号御殿場バイパスを接続する仁杉ジャンクション（ひとすぎジャンクション）についてもまとめて記述する。
新東名は当ICより東京方面は新秦野ICまで未開通となっており、開通予定時期は2027年度とされている。

## 歴史
- 2021年（令和3年）

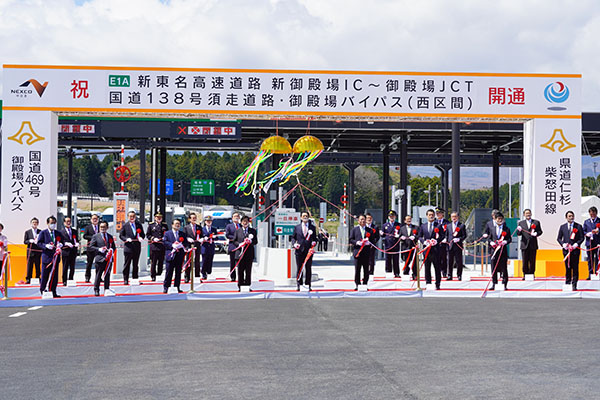
新東名高速道路新御殿場IC～御殿場JCT、国道138号須走道路・御殿場バイパス（西区間）鋏入式（2021年4月10日）

  - 2月19日：新東名高速道路のIC名称が「御殿場IC（仮称）」から「新御殿場IC」に、国道138号（御殿場バイパス（西区間））のJCT名称が「仁杉JCT」にそれぞれ正式決定[2]。
  - 4月10日：新東名高速道路・新御殿場IC - 御殿場JCT間、国道138号（御殿場バイパス（西区間））・水土野IC - ぐみ沢IC間開通に伴い、供用開始[2][3][4]。

## 周辺
- 仁杉神社

## 接続する道路
- 本線
  - E1A 新東名高速道路
- 直接接続
  - 静岡県道406号仁杉柴怒田線
  - 国道138号御殿場バイパス連絡路
- 間接接続
  - 国道138号（御殿場バイパス（西区間））

## 料金所
- ブース数：7

### 入口
- ブース数：3
  - ETC専用：1
  - ETC/一般：1
  - 一般：1

### 出口
- ブース数：4
  - ETC専用：2
  - 一般（精算機）：2

## 隣
E1A 新東名高速道路
(4) 新秦野IC - 山北SIC（事業中） - 小山PA/SIC（事業中） - (5) 新御殿場IC - (7-1) 御殿場JCT - (6) 長泉沼津IC
 国道138号（御殿場バイパス（西区間））
水土野IC - 仁杉JCT - ぐみ沢IC